# Li Ruifeng
Li Ruifeng (ur. 14 września 2001) – amerykański szachista, arcymistrz od 2017 roku.

## Kariera szachowa
Zwyciężył w mistrzostwach stanu Arkansas w 2011 roku. W tym samym roku zdobył srebrny medal w sekcji mistrzostw świata juniorów w szachach do lat 10. Zajął pierwsze miejsce w zawodach krajowych w USA w 2016 roku. Wygrał North American Junior Open do lat 20 w 2016 roku. Zwyciężył w turnieju Philadelphia Open w 2018 roku.
Najwyższy ranking w dotychczasowej karierze osiągnął 1 maja 2018 roku, z wynikiem 2587 punktów.